# Вівчарне
Вівча́рне — село в Україні, у Запорізькому районі Запорізької області. Входить до складу Павлівської сільської громади. 
Площа села – 34,3 га. Кількість дворів – 10, кількість населення на 1 січня 2007 року  – 15 чол. 

## Географія
Село Вівчарне знаходиться на відстані 1 км від села Богданівка і за 2 км від села Новоукраїнка.
Село розташоване за 25 км від міста Вільнянськ, за 51 км від обласного центра. 
Найближча залізнична станція – Новогупалівка – знаходиться за 10 км від села.

## Історія
Село Вівчарне було засноване в 1924 р. переселенцями з Вінницької області. 
У 1930 р. тут було створено артіль «Червона зірка».
В 1932-1933 селяни пережили сталінський геноцид.
З 24 серпня 1991 року село входить до складу незалежної України.
До 2016 орган місцевого самоврядування — Семененківська сільська рада.
12 червня 2020 року, відповідно до розпорядження Кабінету Міністрів України № 713-р «Про визначення адміністративних центрів та затвердження територій територіальних громад Запорізької області», село увійшло до складу Павлівської сільської територіальної громади.
19 липня 2020 року, в результаті адміністративно-територіальної реформи та ліквідації Вільнянського району, село увійшло до складу новоутвореного Запорізького району.

## Населення

### Мова
Розподіл населення за рідною мовою за даними перепису 2001 року:
| Мова       | Кількість | Відсоток |
| ---------- | --------- | -------- |
| українська | 23        | 95.83%   |
| російська  | 1         | 4.17%    |
| Усього     | 24        | 100%     |